# Rattentoren

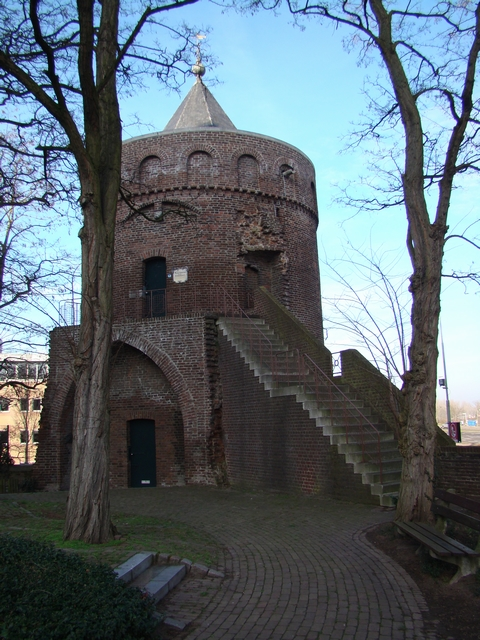
Rattentoren

De Rattentoren is een overblijfstel van de vestingwerken van Roermond aan de Grote Kerkstraat nabij de Sint-Christoffelkathedraal te Roermond. 
De ronde hoektoren uit het laatste kwart van de 14e eeuw is een van twintig torens die ooit onderdeel van de Roermondse stadsmuur waren. Tijdens de stadsbrand van 1554 werd de spits van het vestingwerk verwoest. De aanvankelijke namen die voor de toren gebruikt werden waren Klokkentoren en Goudentoren. Begin 17e eeuw werd dat Heksentoren vanwege het gebruik als gevangenis voor vrouwen die er van beschuldigd werden een heks te zijn. In de 18e eeuw werd de omgeving van de afgetakelde toren als vuilnisbelt gebruikt. Hij kreeg toen de naam Rattentoren. 
De toren, die eigendom was van de gemeente Roermond, werd in 1976 gerestaureerd onder supervisie van aannemer Louis Scheepers. Ze werd toen voorzien van een nieuwe spits.
In 1987 werd poppentheater 'De Klaproos' in de toren gevestigd. In 1990 werd de restauratie van de buitentrap en de bovenverdieping ter hand genomen en in 1995 kwam de zolderverdieping in gebruik. Op de eerste verdieping bevindt zich een maquette van Roermond als middeleeuwse vestingstad met daarbij een tentoonstelling over de geschiedenis van de toren en de stad.